# Burhou

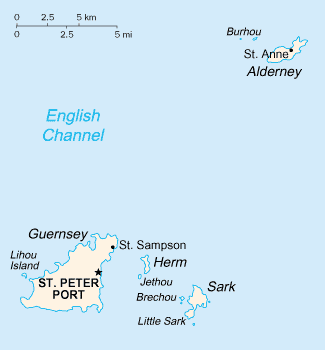
Harta Bailiwick-ului Guernsey. Burhou este la nord vest de Alderney.

Burhou este o insulă mică situată la aporiximativ 2 km nord-vest de insula Alderney, parte a bailiwick-ului Guernsey în Insulele Canalului. NU are rezidenți permanenți și este o rezervație naturală pentru protecția păsărilor care cuibăresc pe ea. Accesul pe insulă este astfel interzis anual între 15 martie și 27 iulie. 
Un adăpost pentru pescari și marinari a fost construit pe insulă în 1820 dar acesta a fost distrus în cel de al doilea război mondial de trupele naziste ce au folosit insula drept țintă pentru exercițiile de artilerie. În 1953 un nou adăpost a fost construit ce poate fi închiriat vizitatorilor. 
Câteva încercări de a crește oi pe insulă au fost făcute în trecut, în 1900, un cuplu încercând să locuiască pe insulă, dar după un an aceștia au renunțat. Solul este subțire și în timpul furtunilor unele valuri sunt suflate peste insulă, ceea ce creează o salinitate ridicată a solului. În plus, pe insulă nu se găsește apă dulce.